# Kempiella
Kempiella – rodzaj ptaków z podrodziny muchóweczek (Microecinae) w obrębie rodziny skalinkowatych (Petroicidae). 

## Zasięg występowania
Rodzaj obejmuje gatunki występujące w Australii, na Nowej Gwinei i sąsiednich wyspach.

## Morfologia
Długość ciała 12–14 cm; masa ciała 10–17 g.

## Systematyka

### Etymologia
- Kempiella: Robert „Robin” Kemp (1871–1949), angielski księgowy, przyrodnik, kolekcjoner z Sierra Leone, Afryki Wschodniej, Australii, Nowej Zelandii i Argentyny; łac. przyrostek zdrabniający -ella[5].
- Dikempia: łac. dis (di- przed k) „oprócz”; rodzaj Kempia Mathews, 1912 (muchóweczka)[6]. Typ nomenklatoryczny: Microeca flavovirescens G.R. Gray, 1858.

### Podział systematyczny
Do rodzaju należą następujące gatunki:
- Kempiella griseoceps (De Vis, 1894) – muchóweczka żółtonoga
- Kempiella flavovirescens (G.R. Gray, 1858) – muchóweczka oliwkowa